# ケリー・ディール
ケリー・ディール（Kelley Deal、1961年6月10日 - ）は、アメリカ合衆国のミュージシャン、シンガーソングライター。双子の妹であるキム・ディールと共にロックバンド、ブリーダーズを結成しギタリストとして活動。他にも自身のバンドやコラボレーション等で活動を行っている。

## 来歴
オハイオ州デイトンで、双子の妹であるキム・ディールの11分前に生まれる。高校時代にキムと共にバンドを組み演奏を始める。キムがピクシーズに加入しミュージシャンとして活動する一方で、ケリーはプログラマーとして働き始める。
1989年にキムが新しく結成したブリーダーズで演奏するよう誘われる。当初は仕事の休みが取れずにこの誘いを断るが、1992年に正式に加入した。同年4月にリリースされたEP『サファリ』で初めてレコーディングにギタリストとして参加した。その後ギタリストのタニア・ドネリーが新バンドベリーを結成するためバンドを脱退し、ケリーはバンドのリードギタリストを担当することになる。1993年8月にリリースされたバンドの2ndアルバム『ラスト・スプラッシュ』はミリオンセラーを記録する大ヒットとなった。バンドはツアーを行い、ニルヴァーナのオープニングアクトを務めた。
その一方でケリーは10代からヘロイン中毒の問題を抱えており、『ラスト・スプラッシュ』の成功で中毒は重くなっていった。1994年にヘロイン所持により逮捕され、1995年からミネソタ州の薬物更生施設に通い始める。そのためブリーダーズは活動を一時的に休止した。更生施設でのリハビリ中にケリーは曲を書き溜め、リハビリ後に自身のバンドであるケリー・ディール 6000を結成し、2枚のアルバムをリリース。その後ブリーダーズは活動を再開し、現在も活動を行っている。他にもセバスチャン・バックやジミー・チェンバレンらが結成したザ・ラスト・ハード・メンにベーシストとして参加した。2012年には新バンドR. Ringを結成し2013年にEP『The Rise』をリリースした。

## 音楽以外の活動
薬物中毒更生の一環として編み物を始めており、特にハンドバッグ作りに力を入れ、自身のウェブサイトにてハンドバッグの販売も開始している。2008年に自身の編み物の本『Bags That Rock: Knitting on the Road with Kelley Deal』を出版した。

## 参加作品

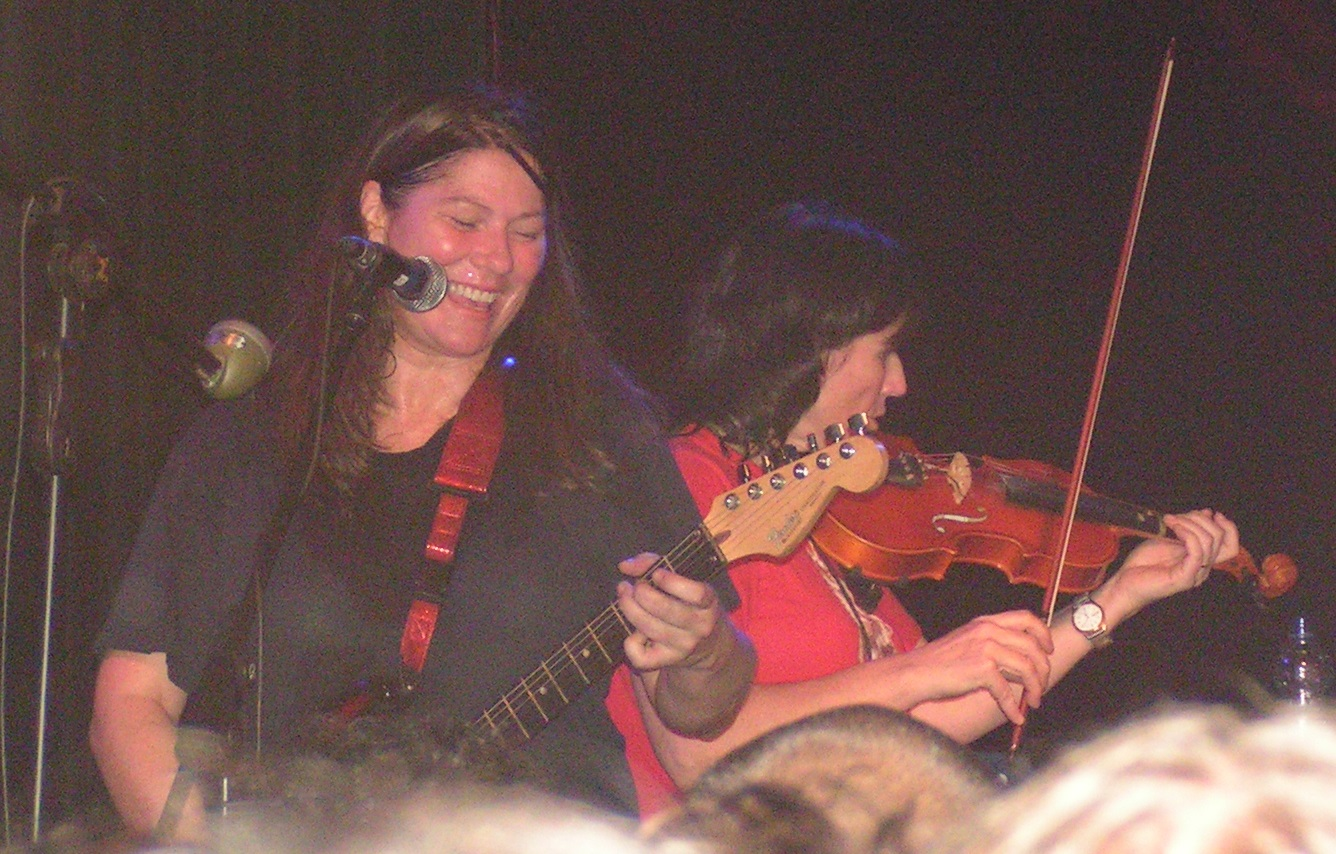
キム（左）と演奏するケリー（2008年8月、テルアビブにて）

### ブリーダーズ
- サファリ EP （1992年）
- ラスト・スプラッシュ （1993年）
- タイトルTK （2002年）
- マウンテン・バトルズ （2008年）

### ケリー・ディール 6000
- Go to the Sugar Altar （1996年）
- Boom! Boom! Boom! （1997年）

### ザ・ラスト・ハード・メン
- The Last Hard Men （1998年／2001年）

### R. Ring
- "Fall Out & Fire" (7") （2012年）
- The Rise EP （2013年）